# エマヌエル・パッポエ
エマヌエル・パッポエ（Emmanuel Pappoe, 1981年3月3日 - ）はガーナ出身の同国代表サッカー選手。ポジションはディフェンダー。

## 経歴
2002年12月にガーナ代表デビュー。2006 FIFAワールドカップ・アフリカ予選でも10試合に出場、ガーナ史上初のFIFAワールドカップ出場権を獲得した。2006 FIFAワールドカップでも2試合に出場した。ガーナ代表として28試合に出場した。

## 所属クラブ
- リバティ・プロフェッショナルズ 2001-2003
- FCアシュドッド 2003-2005
- ハポエル・クファル・サバ 2005-2007
- AEKラルナカ 2007-2009
- ハポエル・ハイファFC 2009
- Beitar Shimshon Tel Aviv F.C. 2010
- リバティ・プロフェッショナルズ 2010-2012

## 代表歴

### 出場大会
- ガーナ代表
  - 2004年 アテネオリンピック・サッカー（グループリーグ敗退）
  - 2006年 FIFAワールドカップ ドイツ大会（ベスト16）

### 試合数
- 国際Aマッチ 28試合 0得点（2002年-2006年）[1]

| ガーナ代表 | 国際Aマッチ | 国際Aマッチ |
| 年         | 出場        | 得点        |
| ---------- | ----------- | ----------- |
| 2002       | 1           | 0           |
| 2003       | 5           | 0           |
| 2004       | 6           | 0           |
| 2005       | 6           | 0           |
| 2006       | 10          | 0           |
| 通算       | 28          | 0           |